# 小特雷博
小特雷博是德国梅克伦堡-前波莫瑞州的一个市镇。总面积25.35平方公里，总人口911人，其中男性467人，女性444人（2011年12月31日），人口密度36人/平方公里。